# Раджа, Дино
Ди́но Ра́джа (хорв. Dino Rađa; род. 24 апреля 1967 или 24 апреля 1963, Сплит) — югославский и хорватский профессиональный баскетболист. Член Зала славы баскетбола с 2018 года.
Обладатель двух серебряных олимпийских медалей (1988 и 1992), двукратный чемпион Европы (1989 и 1991) и успешный игрок НБА.

## Биография
Начал играть в «Югопластике».
На уровне сборных выиграл чемпионат мира среди юниоров 1987 года (в составе Югославии), завоевал две олимпийские серебряные медали — в 1988 году в Сеуле в составе Югославии и в 1992 году в Барселоне в составе Хорватии. После карьеры в НБА снова играл в Европе — в Греции и в Хорватии.
В 1989 году был выбран на драфте под номером 40 командой «Бостон Селтикс». Однако до 1993 играл в Европе — в Италии за «Виртус» (Рим).
В НБА играл за «Бостон Селтикс», набирал в среднем за матч 16,7 очков.

## Статистика

### Статистика в НБА
| Сезон                                                                                    | Команда | Регулярный сезон | Регулярный сезон | Регулярный сезон | Регулярный сезон | Регулярный сезон | Регулярный сезон | Регулярный сезон | Регулярный сезон | Регулярный сезон | Регулярный сезон | Регулярный сезон | Серия плей-офф | Серия плей-офф | Серия плей-офф | Серия плей-офф | Серия плей-офф | Серия плей-офф | Серия плей-офф | Серия плей-офф | Серия плей-офф | Серия плей-офф | Серия плей-офф |
| Сезон                                                                                    | Команда | GP               | GS               | MPG              | FG%              | 3P%              | FT%              | RPG              | APG              | SPG              | BPG              | PPG              | GP             | GS             | MPG            | FG%            | 3P%            | FT%            | RPG            | APG            | SPG            | BPG            | PPG            |
| ---------------------------------------------------------------------------------------- | ------- | ---------------- | ---------------- | ---------------- | ---------------- | ---------------- | ---------------- | ---------------- | ---------------- | ---------------- | ---------------- | ---------------- | -------------- | -------------- | -------------- | -------------- | -------------- | -------------- | -------------- | -------------- | -------------- | -------------- | -------------- |
| 1993/94                                                                                  | Бостон  | 80               | 47               | 28,8             | 52,1             | 0,0              | 75,1             | 7,2              | 1,4              | 0,9              | 0,8              | 15,1             | Не участвовал  | Не участвовал  | Не участвовал  | Не участвовал  | Не участвовал  | Не участвовал  | Не участвовал  | Не участвовал  | Не участвовал  | Не участвовал  | Не участвовал  |
| 1994/95                                                                                  | Бостон  | 66               | 48               | 32,5             | 49,0             | 0,0              | 75,9             | 8,7              | 1,7              | 0,9              | 1,3              | 17,2             | 4              | 3              | 38,3           | 40,0           | 0,0            | 71,4           | 7,0            | 2,3            | 1,0            | 1,3            | 15,0           |
| 1995/96                                                                                  | Бостон  | 53               | 52               | 37,4             | 50,0             | 0,0              | 69,5             | 9,8              | 1,6              | 0,9              | 1,5              | 19,7             | Не участвовал  | Не участвовал  | Не участвовал  | Не участвовал  | Не участвовал  | Не участвовал  | Не участвовал  | Не участвовал  | Не участвовал  | Не участвовал  | Не участвовал  |
| 1996/97                                                                                  | Бостон  | 25               | 25               | 35,0             | 44,0             | 0,0              | 71,8             | 8,4              | 1,9              | 0,9              | 1,9              | 14,0             | Не участвовал  | Не участвовал  | Не участвовал  | Не участвовал  | Не участвовал  | Не участвовал  | Не участвовал  | Не участвовал  | Не участвовал  | Не участвовал  | Не участвовал  |
|                                                                                          | Всего   | 224              | 172              | 32,6             | 49,7             | 0,0              | 73,5             | 8,4              | 1,6              | 0,9              | 1,3              | 16,7             | 4              | 3              | 38,3           | 40,0           | 0,0            | 71,4           | 7,0            | 2,3            | 1,0            | 1,3            | 15,0           |
| Наведите курсор мыши на аббревиатуры в заголовке таблицы, чтобы прочесть их расшифровку. |         |                  |                  |                  |                  |                  |                  |                  |                  |                  |                  |                  |                |                |                |                |                |                |                |                |                |                |                |